# Tsimané
Tsimané, även kända som chimane, är ett ursprungsfolk hemmahörande i Bolivias lågland. De lever i provinserna José Ballivián och Moxos i departementet Beni i nördöstra Bolivia. De flesta tsimané  bor i T'simane Council Territory (spanska: Territorio del Consejo T'simane) och Pilón Lajasreservatet. De lever huvudsakligen av jordbruk även om jakt och fiske bidrar avsevärt till många av bosättningarnas livsmedelsförsörjning. De tsimané som bor i reservaten är anslutna till organisationen Consejo Regional Tsimane Moseten (CRTM), som förvaltar ursprungfolkens landrättigheter i Bolivia.

## Namn
Tsimané är kända under flera olika benämningar, bland annat achumano, chamano, chimane, chimanis, chimanisa, chimnisin, chumano, nawazi-Moñtji och ramano

## Språk
Tsimané talar chimane, vilket är ett mosetenepråk. De övriga mosetenespråken är Santa Anamosetene och Covendomosetene. Det kan beskrivas som en liten språkfamilj, men ibland beskrivs det också som ett isolatspråk. Skälet till detta är att vissa av varianterna är ömsesidigt begripliga.

## Försörjning
Tsimané och mosetene (besläktad folkgrupp) bedriver jordbruk, fiskar och jagar för sin försörjning. De odlar bland annat bananer och maniok genom svedjejordbruk. Inte förrän på 1960-talet väcktes något större intresse för att utnyttja naturtillgångarna inom deras områden. Då började man avverka skog och på detta följde vägbyggen. Sedan dess har befolkningen kommit att bli mer integrerad i den omgivande marknadsekonomin.

## Hälsa
Det har gjorts flera studier av tsimanés hälsa. Dessa visar att de inte drabbas av hjärtsjukdomar i samma omfattning som människor i övriga världen. I genomsnitt får tsimanékvinnan nio barn under sin livstid. En studie av 983 Tsimané-kvinnor fann att 70% var infekterade med spolmask, som tros ha ökat deras fertilitet eftersom spolmask har påverkan på hela immunsystemet.